# Kosovos handbollsförbund
Kosovos handbollsförbund (albanska: Federata e Hendbollit te Kosoves) är det styrande organet i handboll i Kosovo, beläget i Pristina. Det är medlemmar i European Handball Federation och i International Handball Federation. Idag är bara förbundets klubbtävlingar erkända, men inte landslaget.